# Domingo Parés i Rivero
Domingo Parés i Rivero   (Sants, c. 1958 - Barcelona, 26 d'octubre de 1986), més conegut com a Mingo Parés, fou un pilot català de motociclisme de velocitat que va destacar en competicions de resistència i pujades de muntanya durant les dècades de 1970 i 1980. Es va morir a l'edat de 28 anys, a causa de l'accident que patí durant l'edició de 1986 de les 24 Hores de Montjuïc.
Parés debutà en pujades de muntanya a mitjan dècada de 1970 i més tard disputà diverses edicions del Campionat estatal de velocitat, fins que es retirà de la competició per tal de dedicar-se als seus negocis, tot i que seguí participant regularment en curses de resistència. El 1985, guanyà les 6 Hores de Calafat amb una Yamaha i fou segon a les 24 Hores de Montjuïc. Per una ironia del destí, declarà aleshores que mai no tornaria a competir en aquella prova, però finalment hi tornà el 1986, l'any en què hi morí.

## L'accident mortal
El cap de setmana del 25 al 26 d'octubre de 1986, Parés participava a les 24 Hores de Montjuïc com a membre d'un equip format amb els pilots Rosa i Pardo, als comandaments d'una Suzuki 750. A les 8 i 10 de diumenge (quan es portaven 14 hores i 40 minuts de cursa) mentre anava a encarar la recta de l'estadi havent superat el Poble espanyol, en sortir del revolt de Sant Jordi (el més llarg i ràpid del circuit) a gran velocitat, Parés va perdre el control de la seva motocicleta en derrapar-li la roda posterior i colpejà la moto de Toni Boronat, qui en aquell moment l'estava avançant per la banda dreta. A conseqüència de la topada tots dos caigueren i s'estavellaren contra el terra, anant Parés a xocar contra un senyal de trànsit. Traslladat a l'Hospital Clínic, hi ingressà cadàver (la mort l'hi causà l'enfonsament de la caixa toràcica producte de l'impacte contra el terra). Boronat, d'altra banda, patí commoció cerebral i fou ingressat a l'Hospital Vall d'Hebron amb ferides de pronòstic greu.
Mingo Parés era el setè pilot mort a la cursa i acabà essent-ne el darrer, ja que el seu fatal accident provocà l'abandonament definitiu del circuit de Montjuïc i la fi de les 24 Hores. Des del mateix dia de la seva mort s'encetà una polèmica entre defensors i detractors del circuit fins que hi acabà intervenint la Generalitat de Catalunya, amb la decisió de crear una infraestructura apropiada per a la pràctica del motociclisme amb tota mena de mesures de seguretat. Un cop establert un consorci amb l'Ajuntament de Montmeló i el RACC, el 1991 s'inaugurà el Circuit de Catalunya, on des del 1995 s'hi celebren les 24 hores Motociclistes de Catalunya, hereves de les de Montjuïc.